# Umberto Mastroianni

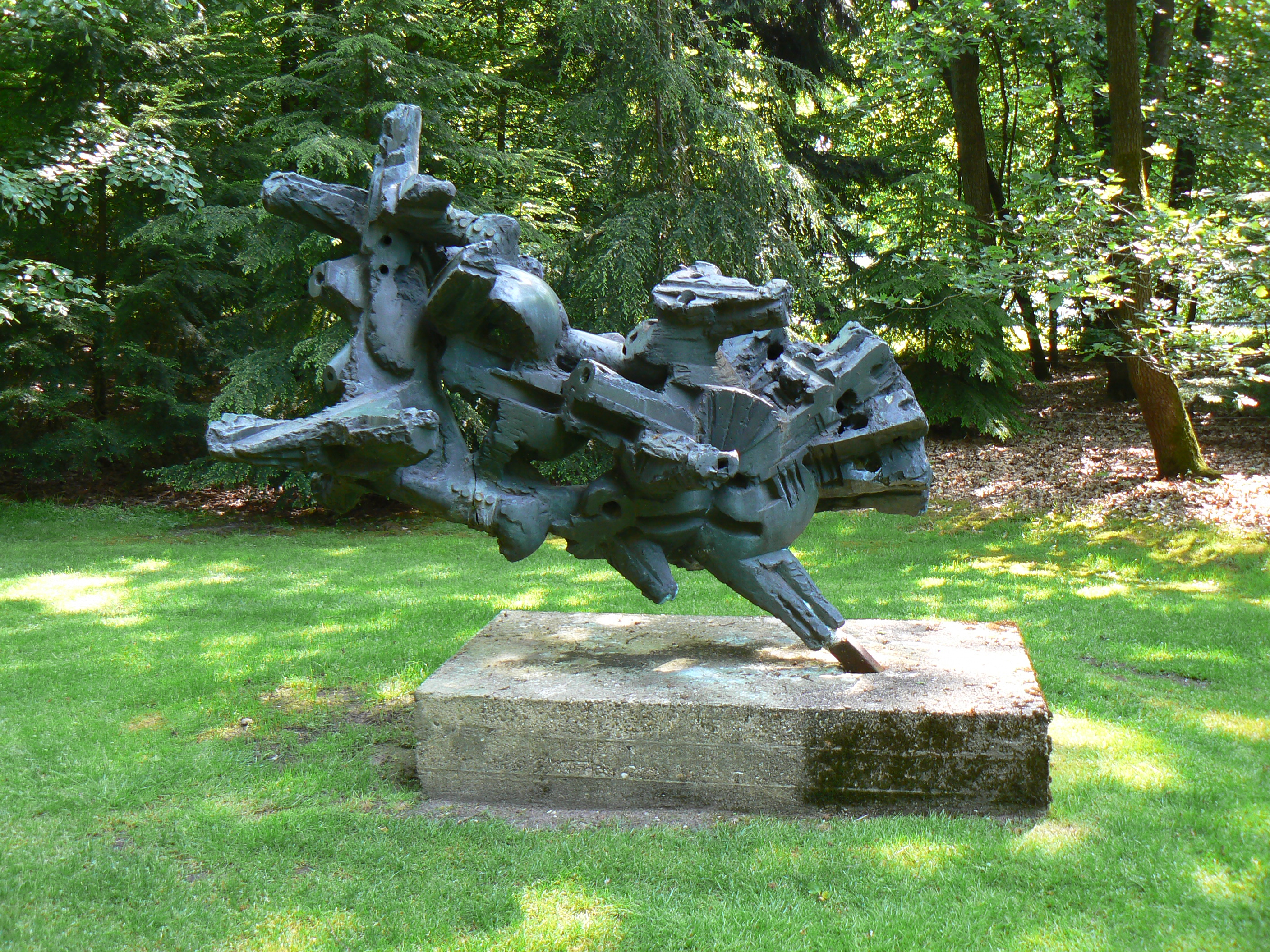
Picadores (1965) im Skulpturenpark am Kröller-Müller-Museum in Otterlo.

Umberto Mastroianni (* 21. September 1910 in Fontana Liri (Provinz Frosinone), Italien; † 25. Februar 1998 in Marino, Italien) war ein italienischer Bildhauer. Er gehört zu den bedeutenden Vertretern der Abstrakten Kunst nach dem Zweiten Weltkrieg.

## Leben und Werk
Umberto Mastroianni war der Onkel des berühmten Schauspielers Marcello Mastroianni (1924–1996). Er zog 1924 nach Rom, wo er im Atelier seines Onkels – des Bildhauers Domenico Mastroianni (1876–1962) – arbeitete und an der Accademia di San Marcello studierte. Im Jahr 1926 siedelte er nach Turin und arbeitete im Atelier des Bildhauers Michele Guerrisi (1893–1963).
Mastroianni wohnte und arbeitete den größten Teil seines Lebens in Turin. Eines seiner wichtigsten Werke ist das 1945 geschaffene Monument für die Partisanen in Turin.
In den fünfziger Jahren bekam seine Kunst internationale Anerkennung. 1951 hatte Mastroianni seine erste Einzelausstellung in Paris in der Galerie de France. Umberto Mastroianni war, unter anderem, Teilnehmer der XXIX. Biennale von Venedig 1958 (wo er den Preis für Skulptur: „Gran Premio Internazionale per la scultura“ gewann) und auch der documenta II 1959 in Kassel. 1960 hatte er in den Vereinigten Staaten eine Einzelausstellung in New York in der Kleeman Gallery und im Dallas Museum of Fine Arts. Im Jahr 1973 wurde er mit einem Antonio-Feltrinelli-Preis ausgezeichnet, im Jahr 1989 mit dem japanischen Kunstpreis Praemium Imperiale.
Seine Kunst entwickelte sich von der ursprünglichen Stilrichtung des Futurismus zu abstrakten Plastiken mit kraftvoller Ausstrahlung. Seine Bronze-Skulpturen sind vielfach in sich verschlungen und verschachtelt und lassen den Betrachter integrierte Körper- und Wesenhaftigkeit erahnen.
Am 15. Januar 1999, fast ein Jahr nach seinem Tod wurde aus seinem Nachlass die Stiftung „Fondazione Umberto Mastroianni“ in Arpino, in seiner Heimatprovinz Frosinone gegründet.
Sein Grab befindet sich in Carmagnola, in der Nähe von Turin.